# 기요사토촌 (니가타현)
기요사토촌(清里村)은 니가타현 나카쿠비키군에 설치되었던 촌이다. 현재의 조에쓰시에 해당한다.

## 역사
- 1955년 3월 31일 - 나카칸바라군 스가하라촌, 구시이케촌이 합병해 기요사토촌이 성립하였다.
- 2005년 1월 1일 - 조에쓰시에 편입되어 촌역은 지역 자치구 (기요사토구)가 되었다.

## 행정
- 촌장 : 우메자와 마사요시 (梅澤 正直) (1994년 4월 30일부터)